# Viktor Dollmayr
Viktor Dollmayr (* 26. September 1878 in Wien; † 3. Dezember 1964 ebenda) war Sprachwissenschaftler, 1912–1939 Universitätsprofessor in Lemberg (zunächst Österreich, dann Polen [Lwów], heute Ukraine [Lvív]), ständiger Mitarbeiter am Deutschen Wörterbuch von Jacob und Wilhelm Grimm 1912–1951 und ab 1945 bis zu seinem Tode Leiter des Wörterbuches der bairischen Mundarten in Österreich („Wörterbuchkanzlei“ der Österreichischen Akademie der Wissenschaften in Wien).

## Biographie
Geboren als Sohn eines katholischen höheren österreichischen Militärbeamten („k.k. Militär-Oberrechnungsrat“), studierte Dollmayr von 1898 bis 1902 in Innsbruck deutsche und klassische Philologie bei Josef Schatz, Joseph Seemüller und Josef Eduard Wackernell, dazwischen (1900/1901) zwei Semester in seiner Heimatstadt Wien, wo er bis zu seinem Tode seinen ständigen Wohnort hatte. 1902 legte er die Lehramtsprüfung für höhere Schulen („Mittelschulen“) ab und promovierte im selben Jahr bei Seemüller mit einer Dissertation über Die Sprache der Wiener Genesis. Danach leistete er sich den Luxus eines Bildungsjahres als Gasthörer in Göttingen, Berlin und Leipzig, wobei er Gustav Roethe, Erich Schmidt und Eduard Sievers kennenlernte. Drei Jahre als Gymnasiallehrer in Znaim und fünf am Wiener Piaristengymnasium folgten, doch bereits 1909 warb ihn Gustav Roethe als ständigen Mitarbeiter für das Grimmsche Wörterbuch an, eine Arbeit, die ihn über vier Jahrzehnte beschäftigte. Noch an der 9. Lieferung von Band 14, Abt. II., die im Jahr 1951 erschien, war Dollmayr beteiligt:
Der Buchstabe U lag, als die Preußische Akademie der Wissenschaften im Jahre 1908 das Deutsche Wörterbuch übernahm, noch völlig unberührt. Gustav Roethe warb für die erste Hälfte (U – um) Viktor Dollmayr an, für die zweite (un – Schluß) Karl Euling, und beide haben sein Vertrauen gerechtfertigt. Mehr als 40 Jahre nach dem letztvollendeten Buchstaben, dem R, kamen die beiden in mehr als einem Vierteljahrhundert zum Ziel. Dollmayr stand und steht in einer akademischen Lehrtätigkeit, die ihn immer stärker in Anspruch nahm; so verlangsamte sich notwendig sein Arbeitstempo...Aber gerade ob der erschwerenden Umstände, unter denen Dollmayr seine Wörterbucharbeit leisten mußte,  verdient er doppelten Dank; der Benutzer des Wörterbuches wird seine Freude haben an der vorbildlich klaren und knappen Art, mit der er die Zusammensetzungen mit über-, das Hauptstück seines Anteils, bewältigt hat.
1912 folgte Dollmayr einem Ruf als außerordentlicher Professor für deutsche Sprache und Literatur an die Universität Lemberg im österreichischen Galizien. Von 1916 bis 1939 war er dort Ordinarius in der Nachfolge Wilhelm Creizenachs und reiste von seinem Wohnsitz Wien für einzelne Tage und Wochen zu seinen Lehrveranstaltungen, obwohl er 1919 automatisch polnischer Staatsbürger geworden war.
Am 13. Jänner 1940 erfolgte seine deutsche Einbürgerung, und am 26. Juli 1945 erlangte er schließlich wieder die österreichische Staatsbürgerschaft. Da Dollmayr im Gegensatz zu vielen seiner Kollegen niemals Mitglied der NSDAP oder einer ihrer Gliederungen gewesen war, wurde er 1945 an Stelle des entlassenen Anton Pfalz (der aber 1947 als „minderbelastet“ eingestuft und 1949 emeritiert wurde) mit der Leitung der Wörterbuchkanzlei der Österreichischen Akademie der Wissenschaften betraut, die er (ab 1958 zusammen mit Eberhard Kranzmayer) bis zum Lebensende im 87. Lebensjahr zumindest nominell innehatte. 1946 war er zum Mitglied der Kommission zur Schaffung des Österreichisch-Bayrischen Wörterbuches und zur Erforschung unserer Mundarten der Österreichischen Akademie der Wissenschaften bestellt worden, wurde jedoch nie Mitglied der Akademie selbst.

## Veröffentlichungen
- Die Sprache der Wiener Genesis, Eine grammatische Untersuchung, Diss. Innsbruck 1902. (= Quellen und Forschungen zur Sprach- und Culturgeschichte der germanischen Völker 94). Straßburg 1903.
- Die Geschichte des Pfarrers vom Kahlenberg. Kritische Ausgabe des Nürnberger Drucks von 1490 [Mutmassl. Verf.: Philipp Franckfürter]. (= Neudrucke deutscher Literaturwerke des 16. und 17. Jahrhunderts. 212). Niemeyer, Halle/Saale 1906.
- Ein neues Doppelblatt der Parzival-Handschrift Gc. In: Zeitschrift für das deutsche Altertum ZfdA. (1921), S. 222–224.
- Die altdeutsche Genesis.  Nach der Wiener Handschrift herausgegeben (= Altdeutsche Textbibliothek. 31). Niemeyer, Halle/Saale 1932.
- N Dollmayr, Victor (|1878-)
- Jakob, Wilhelm Grimm: Deutsches Wörterbuch („Grimmsches Wörterbuch“) Band 23 = Band 11, Abt. 2. U – umzwingen / bearb. von Victor Dollmayr u.d. Arbeitsstelle d. Dt. Wörterbuchs. Berlin 1984.
- Band 18 = Band 10, Abt. 2, Teil 2. Stehung – stitzig / bearb. von d. Arbeitsstelle d. Dt. Wörterbuches u. Viktor Dollmayr. Berlin 1984.
- Band 14, Abt. 2. Lfg. 9 = Lfg. 332. Wolfszange – wonnereich / Bearb. von Viktor Dollmayr u. Th. Kochs. - 1951.
- Band 14, Abt. 2. Lfg. 8 = Lfg. 328. Wohlgeboren – Wolfszähnel / Bearb. von Viktor Dollmayr. - 1950.
- Band 10, 2, 2. Stehuhr – Stitzig / Bearb. v. Victor Dollmayr. - 1941.
- Band 11, 2. U – Umzwingen / Bearb. v. Victor Dollmayr. - 1936.